# Junkers Ju 322
El Junkers Ju 322 Mammut (‘mamut’ en alemán) fue un planeador militar de transporte pesado, con forma de ala volante gigante, creado por el fabricante alemán Junkers como una propuesta para la Luftwaffe durante la Segunda Guerra Mundial. Fueron construidos dos prototipos, y sólo voló uno de ellos.

## Especificaciones (Ju 322 V1)
Referencia datos: German Aircraft of the Second World War

### Características generales
- Tripulación: 1
- Carga: 11.000 kg
- Longitud: 30,25 m
- Envergadura: 62 m
- Altura: 6,6 m
- Superficie alar: 925 m²
- Peso útil: 11.000 kg

### Rendimiento
- Alcance: Depende del avión remolcador

### Aeronaves similares
- Messerschmitt Me 321
- General Aircraft Hamilcar

### Secuencias de designación
- Sistema de designación aeronaves del RLM: ← Do 318 · He 319 · Me 321 · Ju 322 · Me 323 · Me 328 · Me 329  →

### Listas relacionadas
- Anexo:Aeronaves militares de Alemania en la Segunda Guerra Mundial
- Anexo:Aeronaves más grandes